# 25 janvier 2003
Le samedi 25 janvier 2003 est le 25e jour de l'année 2003.

## Décès
- Anne Pierjean (née le 6 mars 1921), écrivain français, auteur d'ouvrages pour la jeunesse
- Arthur Van Hecke (né le 20 mars 1924), peintre français
- Joe Walker (né le 24 février 1935), dramaturge américain
- Leopoldo Trieste (né le 3 mai 1917), acteur italien
- Mireille Reymond (née en 1916), poète et écrivain vaudoise
- Omar Benjelloun (né en 1928), industriel et homme d'affaires marocain
- Paul René Machin (né en 1918), écrivain français

## Événements
- Sortie du jeu vidéo Devil May Cry 2
- Dès la signature de l'accord de Marcoussis entre le président Laurent Gbagbo, les principaux partis politiques et les trois mouvements de rebelles, les partisans du président manifestent violemment contre la France à Abidjan. Le 27 janvier le président Laurent Gbagbo annonce que l'accord de Marcoussis n'est pas définitif. Le président Jacques Chirac l'invite à « prendre ses responsabilités ». Le 28 et 29 janvier, nouvelles manifestations anti-françaises. Le 29, le ministre des Affaires étrangères Dominique de Villepin évoque l'éventualité d'évacuer les 24 000 ressortissants français de Côte d'Ivoire.
- Les inspecteurs de l'ONU visitent le principal palais présidentiel de Saddam Hussein à Bagdad.